# Psilothrips pardalotus
Psilothrips pardalotus är en insektsart som beskrevs av Ian A. Hood 1927. Psilothrips pardalotus ingår i släktet Psilothrips och familjen smaltripsar. Inga underarter finns listade i Catalogue of Life.